# Nalbuphin
Nalbuphin ist ein Arzneistoff aus der Gruppe der Schmerzmittel vom Opioid-Typ. Er wirkt agonistisch an den κ-Opioidrezeptoren und partiell antagonistisch an den µ-Opioidrezeptoren. Die Vorteile des Partialantagonisten liegen darin, dass eine opioidbedingte Atemdepression, z. B. postoperativ nach dem Einsatz von Fentanyl während der Narkose, aufgehoben werden kann bei gleichzeitiger Fortführung der Schmerzbehandlung, da Nalbuphin selbst analgetisch wirkt. Die analgetische Potenz verglichen mit Morphin liegt bei 0,5–0,8. Es ist dem Pentazocin ähnlich, steigert jedoch den Blutdruck und die Herzfrequenz nicht.
Bei opiatabhängigen Patienten kann der Einsatz von Nalbuphin allerdings sofort nach der Injektion ein Entzugssyndrom hervorrufen.
Nalbuphin wird als Hydrochlorid in Injektionslösungen eingesetzt. Die Wirkung tritt rasch nach zwei bis drei Minuten ein. Die Halbwertszeit beträgt circa drei Stunden, die Wirkdauer bis zu sechs Stunden. Die gleichzeitige Gabe zu einer Behandlung mit μ-agonistischen Opioiden wie etwa Morphin oder Fentanyl ist kontraindiziert.

## Handelsnamen
Monopräparate
Nalpain (D), Nubain (DE, AT, CZ, GR), Generika (A, CH)